# Anton Hubert Horten
Anton Hubert Horten (* 5. März 1838 in Kempen; † 23. Oktober 1903 in Leipzig) war ein deutscher Reichsgerichtsrat aus der Unternehmerfamilie Horten.

## Leben
Horten studierte Rechtswissenschaften in Bonn und Heidelberg. 1859 wurde er vereidigt. 1870 wurde er zum Staatsprokurator ernannt, nachdem er seit dem Vorjahr das Amt kommissarisch ausgeübt hat. 1879 wurde er Landgerichtsrat und 1882 Oberlandesgerichtsrat. Neujahr 1891 wurde er an das Reichsgericht berufen. Er verstarb im Amt.

## Familie
Seine Söhne waren Titus Maria Horten und Max Horten. Der Kaufhausgründer Helmut Horten war sein Enkel. 

## Belege
1. ↑  Gustav Toepke [Hrsg.]: Die Matrikel der Universität Heidelberg (6. Teil): Von 1846 - 1870 ; nebst e. Anh.: 1. Vorschriften über Immatriculation 1805 - 1868 ; 2. Verz. d. Rect. u. Prorect. 1669-1870, Heidelberg, 1907, S. 326.

| Personendaten    | Personendaten               |
| ---------------- | --------------------------- |
| NAME             | Horten, Anton Hubert        |
| KURZBESCHREIBUNG | deutscher Reichsgerichtsrat |
| GEBURTSDATUM     | 5. März 1838                |
| GEBURTSORT       | Kempen                      |
| STERBEDATUM      | 23. Oktober 1903            |
| STERBEORT        | Leipzig                     |